# Вышкауцы
Вышкауцы, Вышкэуць, Васкоуцы (рум. Vîşcăuţi) — село в Оргеевском районе Молдавии. Относится к сёлам, не образующим коммуну. 

## История
В Бессарабской губернии было центром Васкоуцкой волости Сорокского уезда.

## География
Село расположено на высоте 57 метров над уровнем моря.

## Население
По данным переписи населения 2004 года, в селе Вышкэуць проживает 1380 человек (685 мужчин, 695 женщин).
Этнический состав села:
| Национальность | Число жителей | Процентный состав |
| -------------- | ------------- | ----------------- |
| молдаване      | 1353          | 98,04             |
| румыны         | 24            | 1,74              |
| русские        | 2             | 0,14              |
| украинцы       | 1             | 0,07              |
| Всего          | 1380          | 100 %             |